# Costa Cálida
A Costa Cálida (magyarul: Forró Part) egy 250 km hosszú spanyolországi tengerparti régió, amely Murcia autonóm közösségben található. A part neve a hely mikroklímájából ered. Az éves átlaghőmérséklet 18 °C, és jellemzően száraz az éghajlat, az éves csapadékmennyiség 340 mm alatti és az éves napsütéses órák száma 3000 feletti. A Costa Blanca és Costa de Almería között helyezkedik el.

## Földrajz
A partszakasz északon El Mojón településtől Águilasig helyezkedik el, amely már Almería tartomány határa is. A partszakasz északi határánál található a "Kis tenger", amely 170 km²-nyi területével Európa legnagyobb sós vízű tava. A tavat a Földközi-tengertől egy 22 km hosszú földnyelv választja el. A hely legfontosabb városa La Manga, ahova a helyi turizmus is összpontosul.
A partszakasz legfontosabb városai Cartagena és Mazarrón.

## Turizmus
A régióban az üdülőturizmus mellett a vízi sportot űzők is gyakran jelen vannak: vitorlázók, szörfvitorlázók, búvárok, vízisízők és az evezők egyik kedvelt úti célpontja. Fontos úticélpontja a golfozóknak is a régió, hisz Spanyolország leghosszabb golfpályája itt található.
A régió Cabo Cope-i és a Calblanquei Nemzeti Parkok révén otthont ad az ökoturizmusnak is. Cartagena mellett Portúsban nudista kemping is található.